# Netelia townesi
Netelia townesi är en stekelart som först beskrevs av Tohru Uchida 1940.  Netelia townesi ingår i släktet Netelia och familjen brokparasitsteklar. Inga underarter finns listade i Catalogue of Life.